# ألان تايلور (دبلوماسي)
ألان تايلور (بالإنجليزية: Allan Taylor) هو دبلوماسي نيجيري وأسترالي، ولد في 23 أغسطس 1941 في Wynyard, Tasmania ‏ في أستراليا، وتوفي في 19 يوليو 2007.